# 圣格雷戈里奥-迪卡塔尼亚
圣格雷戈里奥-迪卡塔尼亚（義大利語：San Gregorio di Catania），是意大利西西里大区卡塔尼亞廣域市的一个市镇。总面积5.61平方公里，人口11468人，人口密度2044.2人/平方公里（2009年）。ISTAT代码为087042。